# 洪橋集團
洪橋集團有限公司，簡稱洪橋集團（英語：Honbridge Holdings Limited，港交所：8137），則是在2007年10月12日，從旭苿出版有限公司換取上市的。自從被洪橋資本有限公司收購後，現時把雜誌盈利欠佳全數購回給南華集團旗下南華傳媒，而在2008年，集團以7,000萬港元代價完成收購濟寧凱倫光伏60%權益，以擴展太陽能生產業務，還擴展至巴西鐵礦生產商。
現時董事長徐志豪。

## 連結
- 洪橋集團 （页面存档备份，存于）